# アンリオ HD.1
 Hanriot HD.1
- 用途：戦闘機
- 設計者： ピエール・デュポン
- 製造者： アンリオ社
- 運用者：ベルギー、イタリアほか
- 生産数：約 1200 機
- 生産開始：1916年6月

アンリオ HD.1（Hanriot HD.1）は、第一次世界大戦中にフランスで開発された単座戦闘機である。フランス軍航空隊では、同時期に登場したスパッド VIIが用いられたために実戦には使われなかったが、ベルギー、イタリアに供給されて大きな成功を収めた。全生産機数・約1200機のうち、831機がイタリアにおけるライセンス生産であった。

## 開発と生産
アンリオ社は戦前、一連の先駆的な単葉機を作り上げたが、1916年、HD.1を送り出す前にはイギリスのソッピース社のライセンス生産会社となっており、有名なソッピース 1½ ストラッターの生産を行っていた。
HD.1 は、明らかにソッピース機の特徴を受け継いで作られた戦闘機で、頑丈だが軽く、簡潔なラインと低い翼面荷重を持っていた。特に胴体上で上翼を支える支柱は、ソッピース 1½ ストラッターの名称の由来となった、長い支柱と短い支柱を組み合わせた（正面から見て）Ｗ字の形式が踏襲されていた。一方、“本家”であるソッピース社が同時期に製作したソッピース キャメルとは逆に、独自の特徴として、下翼は水平で上翼にのみ顕著な上反角を付けており、操縦士の視界をよくしていた。
110馬力の「ル・ローン」ロータリー・エンジンを搭載し、目覚しく早いとは言えないものの、運動性は高く、操縦士にとっては安全で飛ばしやすい飛行機であった。ただし、同時期のより強力なエンジンを積んだ機体と競り合える上昇性能と高空性能を持たせるためには、搭載するヴィッカース機銃は1 丁に限らなければならなかった（実際には、性能低下と引き換えに2丁を積むこともあった）。機銃は左舷にオフセットされて装備されており、不時着の際に操縦士が銃尾に頭を打ち付けずに済んだ。ただし、HD.1 を多用したイタリア航空隊では、中央に装着する方を好み、後にはベルギー航空隊でも中央装備を採用した。
少数の機体は特別装備として、対飛行船/対観測気球攻撃用に主翼支柱へ計8発のル・プリエールロケット弾を装備可能である。
イタリアでは、ヴァレーゼのニューポール・マッキ社において、1917年から1919年の間に約900機がライセンス生産された。

## 戦歴
HD.1 はニューポール 17に替わる新型機として開発されたが、フランス航空隊は代替機としてスパッド VIIを選んだため、結局余剰となってしまった。数機はフランス海軍に供給されたが、うちいくつかは、後にアメリカ海軍に渡された。海軍用のアンリオは尾翼を増積し、フロートを付けた水上機に改造、もしくは最初からその形態で生産された（HD.2）。
フランス本国における初期の量産機の大半は、ベルギー軍向けに転用された。しかし、同盟国で不用とされた戦闘機を押し付けられたベルギー軍航空隊で、HD.1 は有効性を立証することとなった。
HD.1 は、大戦終結までベルギー軍航空隊の主力戦闘機として使われた。中でもベルギーのトップ・エース、ウィリー・コッペンはHD.1で最も成功を収めた操縦士で、機体は目もさめるようなブルーに塗装され、ル・プリエールロケット弾を装備していた。なお、彼の撃墜数は35機であるが、内32基は観測気球で、世界的にも珍しい「バルーンエース」でもあった。
また、少数のHD.1がイタリアに輸出され、さらに多数がイタリア国内で生産された。イタリアにおいて、HD.1 はニューポール機だけでなく、すでに供与されていたスパッドをも代替することになった。イタリア軍操縦士には、HD.1 はスパッド XIII 以上にオールラウンドな戦闘機として好まれたためである。ベルギー同様、イタリアでも主力戦闘機として使われ、1918年11月時点で、活動中の戦闘機18個中隊のうち、17が本機を装備していた。
戦後、スイス空軍は若干のHD.1 を使用した。また、アメリカ海軍工廠において、10機が製作（もしくは水上機型から改造）されて、主に練習機として使用された。また、艦上機として試験された機体は、機銃2丁を装備していた。1機はイギリス海軍向けに、車輪前方に水切り翼、主翼下に浮き袋を持った形態に改造された。

## 使用国
ベルギー
 フランス
 エクアドル1機のみ
 イタリア王国
 パラグアイ3機のみ
 スイス
 アメリカ合衆国アメリカ海軍

## スペック
- 翼幅：8.70 m
- 全長：5.85 m
- 全高：2.94 m
- 翼面積：18 m2
- 空虚重量：407 kg
- 全備重量：605 kg
- 発動機：ル・ローン 9J ×1
- 出力：110 馬力
- 最高速度：184 km/h
- 航続距離：550 km
- 飛行上限高度：6400 m
- 上昇率：2000m/5.1分
- 乗員：1 名

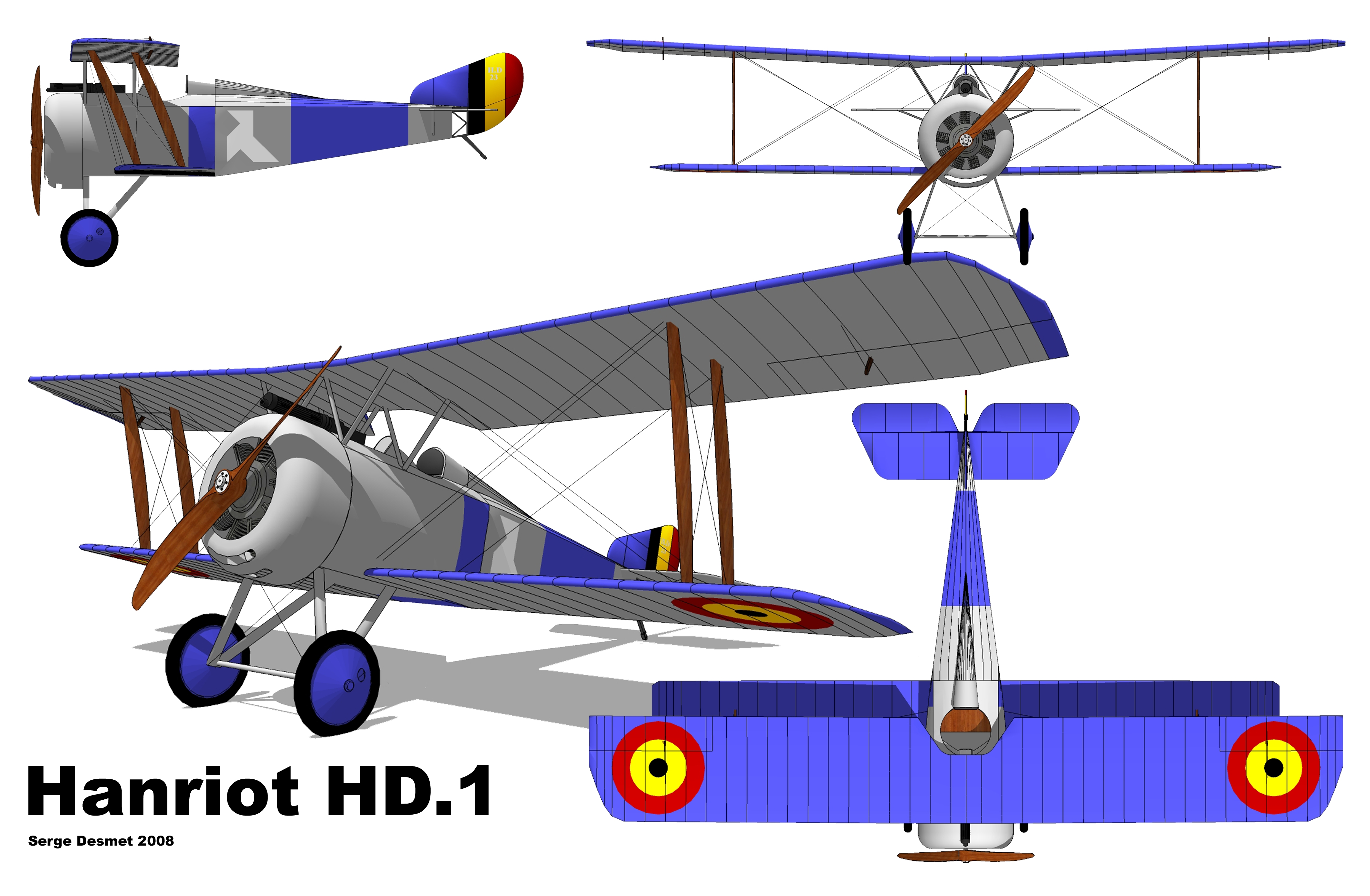
Hanriot HD.1

- 武装：ヴィッカース機関銃 ×1 または 2。オプションとしてル・プリエールロケット弾×8。